# 丹尼尔·吉罗·艾略特奖章
丹尼尔·吉罗·艾略特奖章（英語：Daniel Giraud Elliot Medal）是美国国家科学院颁发的科学奖章，以美国动物学家丹尼尔·吉罗·艾略特命名，1917年开始颁发。

## 得主
- 1917年：弗兰克·M·查普曼
- 1918年：威廉·毕比
- 1919年：羅伯特·里奇韋
- 1920年：奥塞尼奥·艾贝尔
- 1921年：巴什福德·迪安
- 1922年：威廉·莫顿·惠勒
- 1923年：费迪南德·卡努（英语：Ferdinand Canu）
- 1924年：亨利·步日耶
- 1925年：埃德蒙·比彻·威尔逊
- 1926年：艾瑞克·斯坦西奧（英语：Erik Stensiö）
- 1928年：歐尼斯特·湯普森·西頓
- 1929年：亨利·費爾費爾德·奧斯本
- 1930年：喬治·E·科吉爾（英语：George E. Coghill）
- 1931年：步達生
- 1932年：詹姆斯·查平（英语：James Chapin）
- 1933年：理查德·斯旺·盧爾（英语：Richard Swann Lull）
- 1934年：費洛普勒·皮特（英语：Theophilus Painter）
- 1935年：埃德溫·H·科爾伯特（英语：Edwin H. Colbert）
- 1936年：罗伯特·库什曼·墨菲
- 1937年：喬治·霍華德·帕克（英语：George Howard Parker）
- 1938年：馬爾科姆·羅伯特·艾爾文（英语：Malcolm Robert Irwin）
- 1939年：约翰·霍华德·诺思罗普
- 1940年：威廉·貝瑞曼·斯科特（英语：William Berryman Scott）
- 1941年：费奥多西·多布然斯基
- 1942年：达西·汤普森
- 1943年：卡尔·拉什利（英语：Karl Lashley）
- 1944年：喬治·蓋洛德·辛普森
- 1945年：休厄尔·赖特
- 1946年：羅伯特·布魯姆
- 1947年：約翰·托馬斯·帕特森（英语：John Thomas Patterson (geneticist)）
- 1948年：亨利·布萊恩特·比奇洛
- 1949年：亞瑟·克里夫蘭·本特（英语：Arthur Cleveland Bent）
- 1950年：雷蒙·卡羅爾·奧斯本（英语：Raymond Carroll Osburn）
- 1951年：利比·海曼（英语：Libbie Hyman）
- 1952年：阿奇·卡爾（英语：Archie Carr）
- 1953年：斯文·P·艾克曼（英语：Sven P. Ekman）
- 1955年：赫爾伯特·傅利曼
- 1956年：阿爾弗雷德·羅默
- 1957年：小菲利普·傑克遜·達靈頓（英语：P. Jackson Darlington Jr.）
- 1958年：唐納德·格里芬（英语：Donald Griffin）
- 1965年：喬治·蓋洛德·辛普森
- 1967年：恩斯特·瓦尔特·迈尔
- 1971年：理查德·D·亚历山大
- 1976年：霍华德·E·埃文斯
- 1979年：G·亚瑟·库珀和理查·E·格兰特
- 1984年：乔治·伊夫林·哈钦森
- 1988年：喬恩·E·艾爾奎斯特（英语：Jon E. Ahlquist）、查爾斯·西布萊（英语：Charles Sibley）
- 1992年：佐治·C·威廉斯
- 1996年：約翰·特伯格（英语：John Terborgh）
- 2000年：海尔特·福尔迈伊
- 2004年：魯道夫·拉夫（英语：Rudolf Raff）
- 2008年：珍妮·克拉克
- 2012年：乔纳森·洛索斯
- 2018年：岡特·P·瓦格納（英语：Günter P. Wagner）